# Milles Nunatak
Milles Nunatak är en nunatak i Antarktis. Den ligger i Östantarktis. Nya Zeeland gör anspråk på området. Toppen på Milles Nunatak är 1 616 meter över havet, eller 22 meter över den omgivande terrängen. Bredden vid basen är 1,8 km.
Terrängen runt Milles Nunatak är kuperad åt sydost, men åt nordväst är den platt. Trakten är obefolkad. Det finns inga samhällen i närheten. 